# 과학과 가설
《과학과 가설》(프랑스어: La Science et l'Hypothèse)은 프랑스의 수학자 앙리 푸앵카레에 의하여 1902년에 처음 출판된 책이다. 비전문가 독자층을 대상으로 수학, 우주, 물리학 및 자연에 대하여 다루고 있다.  이 책에서 앙리 푸랭카레는 과학의 절대적 진리는 달성 할 수 없고, 과학자들에 의하여 일반적으로 받아들여지는 많은 신념은 다른 대안보다 더 타당하기 때문이 아니라 단지 편리한 일종의 규약(관습)으로서 선택되는 것이라는 주장(규약주의)을 하고있다.
이 책에서 푸앵카레는 광전 효과, 브라운 운동 및 공간에서 물리 법칙의 상대성에 관한 미해결된 과학적 질문을 설명한다. 이 책을 읽고 영감을 얻은 알베르트 아인슈타인에 의하여 기적의 해의 논문들이 1905년에 계속하여 출판되었다.
이 책의 새로운 영문판이 2017년 11월에 출판되었다.